# Ignatiévo (Bulgarie)
Pour les articles homonymes, voir Ignatiévo.
Ignatiévo (Игнатиево en bulgare) est une ville du nord-est de la Bulgarie.

## Géographie
Ignatiévo est situé dans le nord-est de la Bulgarie, dans la commune de Aksakovo.

## Histoire
Le village d'Ignatiévo fut fondé par des réfugiés bulgares venus de Thrace orientale pendant la guerre russo-turque de 1877-1878. À l'origine, ils furent les seuls habitants de l'endroit. Les premières habitations furent bâties dans la partie basse de l'actuelle localité, là où passe l'autoroute Varna - Sofia. Beaucoup de personnes moururent de maladie du fait de l'humidité ; un lac souterrain fut découvert, pendant la construction de l'autoroute, à l'emplacement initial du village.
Par la suite, les habitants se déplacèrent sur les hauteurs et ne souffrirent plus de problèmes de santé. De ce fait, deux villages existèrent : Karagöl et Rouslar. Des personnes venues de la Dobroudja et de Macédoine s'installèrent. Les deux villages finirent par se rejoindre et donnèrent la localité actuelle.
Le nom du village est changé, en 1934, pour devenir Ignatiévo.
L'industrialisation accélérée de la République populaire de Bulgarie entraîna un départ important de main d'œuvre vers les proches usines de Varna. Ces départs engendrèrent une insuffisance de main d'œuvre pour l'agriculture ; le maire du village amena des Roms pour travailler dans les coopératives agricoles. Du fait des conditions de vie favorables, le nombre de Roms s'accrut rapidement. Après la chute du régime communiste, de nouveaux Roms affluèrent ce qui entraîna des tensions ethniques et le refus de certains actes commis par les Roms. Des centaines d'habitants bulgares vendirent leurs maisons et lopins de terre pour partir à Varna ou à Aksakovo. Ces propriétés furent acquises par des Roms. Il résulte de l'ensemble de ces éléments que la population rom est particulièrement importante dans la ville.
Le village fut érigé en ville le 9 mars 2011.